# 因納斯特河

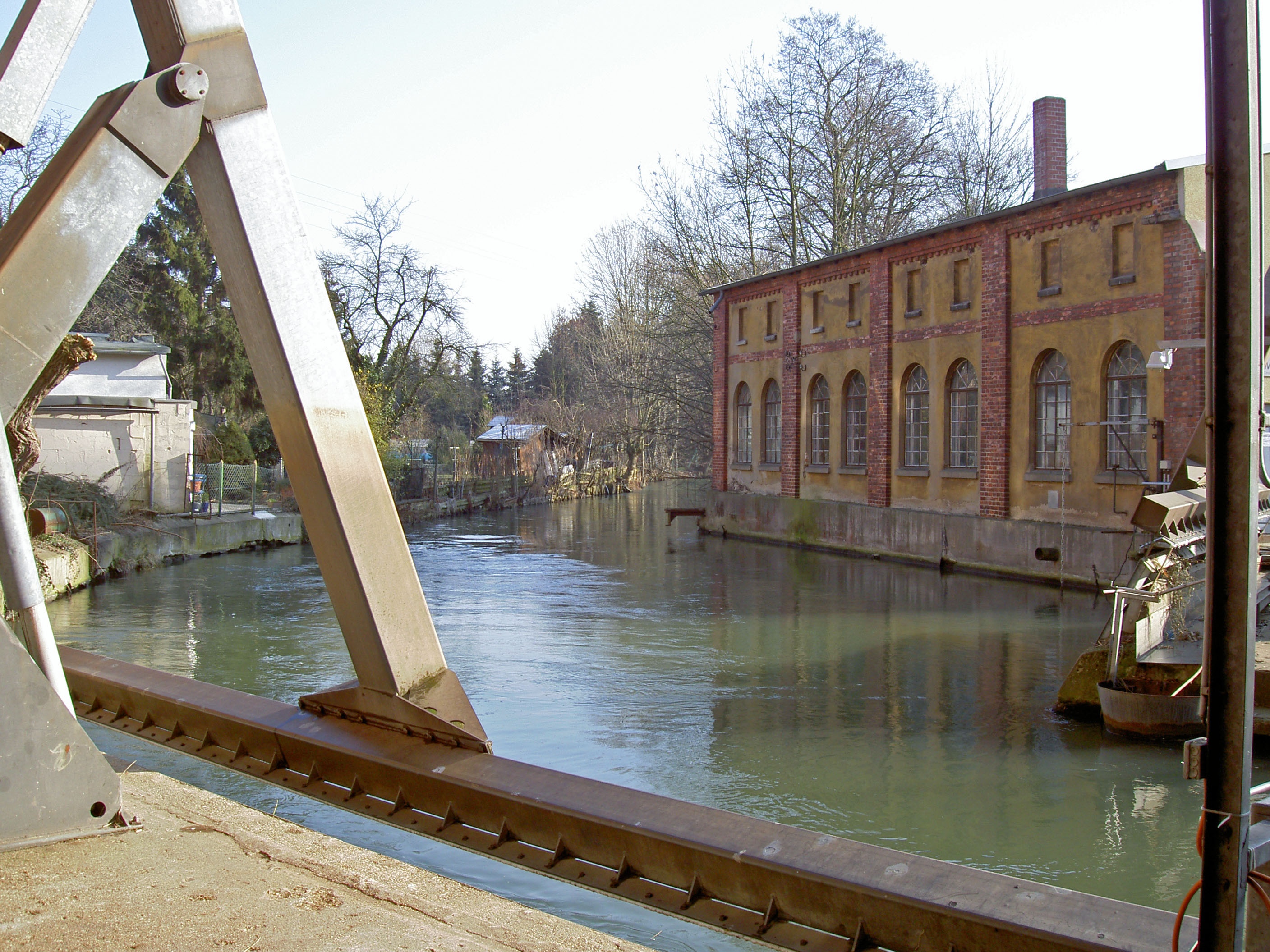

52°14′50″N 9°49′30″E / 52.24722°N 9.82500°E
因納斯特河（德語：Innerste，發音：[ˈɪnɐstə] ⓘ）是德國的河流，位於該國北部下薩克森州，屬於莱讷河的右支流，河道全長95公里，流域面積1,300平方公里，發源自克劳斯塔尔-采勒费尔德西南面，流經維爾德曼、朗格尔斯海姆、薩爾茨吉特和希爾德斯海姆，河口處在萨尔施泰特附近。